# 8986 Kineyayasuyo
A 8986 Kineyayasuyo (ideiglenes jelöléssel 1978 VN2) a Naprendszer kisbolygóövében található aszteroida. K. Tomita fedezte fel 1978. november 1-jén.